# Аграризм
Понятие аграризм обладает двумя значениями. В первом значении аграризм — это социальная или политическая философия, которая расценивает сельское общество как превосходящее общество городское, независимых фермеров как превосходящих получающих зарплату рабочих. В рамках этих философий фермерство рассматривается как образ жизни, способный сформировать идеальные социальные ценности. Они подчеркивают превосходство простой сельской жизни над сложной жизнью города с его банками и заводами.
Во втором значении аграризм обозначает политические предложения по перераспределению земли, в особенности — перераспределение земли (от богатых) в пользу бедных и безземельных. В данном значении понятие «аграризм» используется во многих странах. Впервые оно было употреблено в «Lex Sempronia Agraria» или римских «аграрных законах», принятых в 133 г. до н. э. по инициативе Тиберия Гракха: в соответствии с этими законами публичная земля (ager publicus), которой пользовались богатые, была распределена среди бедных. Данное определение аграризма известно также под именем «аграрной реформы». В Англии и Ирландии XVIII—XIX вв. понятием «аграризм» обозначалось любое движение за земельную реформу, которое ставило своей задачей более справедливое распределение земли, особенно в отношении безземельных ирландских семей.

## Философия
Томас М. Инг определил аграризм через следующие базовые принципы:
- Сельское хозяйство является единственным занятием, которое обеспечивает полную независимость и самодостаточность.
- Городская жизнь, капитализм и технологии уничтожают независимость и достоинство, потворствуя пороку и слабости.
- Сельскохозяйственная община (с её духом общности труда и кооперации) является эталонным обществом.
- Фермер обладает твердой, стабильной позицией в мироустройстве. У него есть «чувство идентичности, чувство исторической и религиозной традиции, чувство принадлежности к определенной семье, месту, религии, которые являются психологически и культурно благотворными». Гармония его жизни противостоит поползновениям фрагментированного, отчужденного современного общества.
- Возделывание земли «несет в себе позитивное духовное благо», от чего возделывающий приобретает добродетели «чести, мужественности, уверенности в себе, мужества, моральной целостности и гостеприимства». Это есть результат прямого контакта с природой, а через природу — прямых, близких взаимоотношений с Богом. Землевладелец следует примеру Бога, создающего порядок из хаоса.

## История
Своими корнями философия аграризма уходит как в европейскую, так и в китайскую философские традиции. Китайская школа аграризма представляла собой философию, которая выступала за крестьянский утопический коммунализм и эгалитаризм. В обществах, находящихся под сильным влиянием Конфуцианства, фермер рассматривался в качестве ценного члена общества, занимающегося производительной деятельностью, в то время, как купцы не пользовались уважением. Подобное представление оказало влияние на таких европейских интеллектуалов, как видный конфуцианец и сторонник китайской аграрной политики Франсуа Кенэ, и способствовало формированию французской аграрной философии, известной как физиократия. Физиократия, наряду с идеями Джона Локка и романтизма, стала основанием для современного европейского и американского аграризмов.
Бывший президент Соединенных Штатов (1801—1809) Томас Джефферсон являлся представителем идеологии аграризма, и строил «Джефферсонианскую демократию» вокруг идеи о том, что фермеры являются «наиболее ценными гражданами» и подлинными республиканцами.

## Аграристские партии

### Болгария
В Болгарии Болгарский земледельческий народный союз (БЗНС) был образован в 1899 году с целью противостоять налогообложению и строительства кооперативов. БЗНС пришел к власти в 1919 году и провёл многие экономические, социальные и юридические реформы. Однако реакционные силы подавили БЗНС во время переворота 1923 года, убив лидера партии Александра Стамболийского (1879—1923 гг.). БЗНС представлял собой коммунистическую марионетку до 1989 года, когда он прошел реорганизацию в качестве самостоятельной партии.

### Чехословакия
В Чехословакии Республиканская партия земледельческого и мелкокрестьянского населения часто была ведущим партнером в коалиции из пяти партий. Партийный лидер Антонин Швегла (1873—1933 гг.) был несколько раз премьер-министром. Партия являлась наиболее влиятельных политических сил в стране; 16 лет (в 1922-38) чехословацкие премьер-министры были представителями аграриев, хотя правительства всегда были коалиционными. Для привлечения голосов представителей среднего класса, партия вышла за пределы своей «базовой» аграристской идеологии. Партия была запрещена после Второй мировой войны.

### Румыния
В Румынии, в 1919 году старейшие партии Трансильвании, Молдавии и Валахии объединились в Национальную крестьянскую партию. Юлиу Маниу (1873—1953 гг.) был премьер-министром, возглавившим аграристский кабинет, с 1928 по 1930 гг., однако Великая депрессия сделала имплементацию предложенных реформ невозможной. Коммунисты распустили партию в 1947 году, однако она реорганизовалась в качестве независимой партии в 1989 году.

### Сербия
В Сербии Никола Пашич (1845—1926 гг.) и его Народная радикальная партия доминировали в сербской политике с 1903 года; они также монополизировали власть в Югославии с 1918 по 1929 гг.; во время диктатуры 1930-х годов, представители партии становились премьер-министрами.

### Австралия
В Австралии Аграрная партия продвигала свою версию аграризма с 1920-х по 1970-е годы. Целью партии было улучшение статуса животноводов (владельцев ранчо с большим поголовьем скота) и малых фермеров, что оправдывало выделяемые им субсидии.

### Новая Зеландия
Либеральная партия Новой Зеландии агрессивно продвигала идеи аграризма в 1891—1912 гг., находясь на пике своего политического успеха. Это самое время земельные джентри и аристократия контролировали политическую жизнь в Великобритании. В Новой Зеландии никогда не существовало местной аристократии, однако богатые землевладельцы страны держали под контролем политику страны до 1891 года. Либеральная партия стремилась изменить эту ситуацию, придерживаясь политической стратегии, известной как «популизм». Ричард Седдон провозгласил в 1884 году: «Это богатые и бедные; это богатые и землевладельцы против среднего и рабочего классов. Это, сэр, демонстрирует реальную политическую позицию Новой Зеландии». Либеральная стратегия заключалась в создании большого класса малых землевладельцев, поддерживающих либеральные идеалы. Либеральное правительство также заложило основания для возникшего позднее государства всеобщего благоденствия, введя пенсии и разработав систему для разрешения трудовых конфликтов, которую приняли и работодатели, и профсоюзы. В 1893 году Либеральная партия распространила избирательное право на женскую часть населения: таким образом Новая Зеландия стала первой страной, в которой женщины получили избирательные права.
Для приобретения земли для фермеров Либеральное правительство приобрело 3 100 000 акров (1 300 000 га) земли народа маори в период с 1891 по 1911 гг. Правительство также приобрело 1 300 000 акров (530 000 га) у крупных землевладельцев с целью её дробления и более близкого поселения мелких фермеров. Специальным актом (The Advances to Settlers Act) от 1894 года правительство предоставляло последним низкопроцентные кредиты. Департамент сельского хозяйства распространял информацию по наиболее эффективным фермерским методам. Либералы объявили о своем успехе в области формирования эгалитаристской, анти-монополистской земельной политики. Последняя привела к усилению поддержки Либеральной партии населением северного острова. К 1903 году партия обладала настолько широкой поддержкой населения и доминирующим влиянием в политике, что в парламенте не имелось организованной оппозиции.

## Движение за возврат к земле
Аграризм имеет сходство с Движением за возврат к земле, но не идентичен с ним. Аграризм концентрируется на фундаментальных благах земли, общинах малого экономического и политического масштаба и на простом образе жизни (даже тогда, когда это предполагает постановку под вопрос «прогрессивного» характера некоторых недавних социальных и экономических нововведений). Таким образом аграризм — не индустриальное фермерство с его специализацией на производстве продуктов в индустриальных масштабах.

### Для дальнейшего чтения

#### Аграристские ценности
- Tom Brass. Peasants, Populism, and Postmodernism: The Return of the Agrarian Myth. — иллюстрированное. — Psychology Press, 2000. — 380 с. — ISBN 0714649406.
- Tom Brass. Class, Culture and the Agrarian Myth. — перепечатанное. — BRILL, 2014. — 460 с. — ISBN 9004273948.
- Danbom, David B. Romantic Agrarianism in Twentieth-Century America (англ.) // Agricultural History. — 1991. — September (vol. 65, no. 4). — P. 1—12. — JSTOR 3743942.
- Grampp, William D. John Taylor: Economist of Southern Agrarianism (англ.) // Southern Economic Journal. — 1945. — January (vol. 11, no. 3). — P. 255—268. — JSTOR 1053268.
- Hofstadter, Richard. Parrington and the Jeffersonian Tradition (англ.) // Journal of the History of Ideas. — 1941. — October (vol. 2, no. 4). — P. 391—400. — JSTOR 2707018.
- Annette Kolodny. The Land Before Her: Fantasy and Experience of the American Frontiers, 1630-1860. — 4. — University of North Carolina Press, 1984. — 293 с. — ISBN 0807815713.
- Leo Marx. The Machine in the Garden: Technology and the Pastoral Ideal in America (англ.). — иллюстрированное, перепечатанное, с примечаниями. — Oxford University Press, 2000. — 414 p. — ISBN 019513351X.
- Paul V. Murphy. The Rebuke of History: The Southern Agrarians and American Conservative Thought. — иллюстрированное. — Univ of North Carolina Press, 2003. — 368 с. — ISBN 0807875546.
- Vernon Louis Parrington. http://xroads.virginia.edu/~HYPER/parrington/ // Main Currents in American Thought. — Harcourt, Brace & World, 1963. — Т. 3. — 429 с. — ISBN None.
- Quinn, Patrick F. Agrarianism and the Jeffersonian Philosophy (англ.) // Review of Politics. — 1940. — January (vol. 2, no. 1). — P. 87—104. — JSTOR 1404453.
- Paul B. Thompson, Thomas C. Hilde. The Agrarian Roots of Pragmatism. — иллюстрированное. — Vanderbilt University Press, 2000. — 342 с. — ISBN 0826513395.

#### Основные источники
- Sorokin, Pitirim A. et al., eds. A Systematic Source Book in Rural Sociology (3 vol. 1930) vol 1 pp. 1–146 covers many major thinkers down to 1800

#### Европа
- Batory, Agnes, and Nick Sitter. «Cleavages, competition and coalition building: Agrarian parties and the European question in Western and East Central Europe» European Journal of Political Research, (2004) Vol. 43, pp. 523–546.
- Bell, John D. Peasants in Power: Alexander Stamboliski and the Bulgarian Agrarian National Union, 1899—1923(1923)
- Donnelly, James S. Captain Rock: The Irish Agrarian Rebellion of 1821—1824 (2009)
- Donnelly, James S. Irish Agrarian Rebellion, 1760—1800 (2006)
- Gross, Feliks, ed. European Ideologies: A Survey of 20th Century Political Ideas (1948) pp. 391–481 online edition, on Russia and Bulgaria
- Kubricht, Andrew Paul. «The Czech Agrarian Party, 1899—1914: a study of national and economic agitation in the Habsburg monarchy» (PhD thesis, Ohio State University Press, 1974)
- Merlan, Francesca. Tracking Rural Change: Community, Policy and Technology in Australia, New Zealand and Europe (англ.). — ANU E Press, 2009. — P. 60. — ISBN 9781921536533.
- Narkiewicz, Olga A. The Green Flag: Polish Populist Politics, 1867—1970 (1976).
- Oren, Nissan. Revolution Administered: Agrarianism and Communism in Bulgaria (1973), focus is post 1945
- Paine, Thomas. Agrarian Justice (1794)
- Patterson, James G. In the Wake of the Great Rebellion: Republican, Agrarianism and Banditry in Ireland After 1798 (2008)
- Roberts, Henry L. Rumania: Political Problems of an Agrarian State (1951).
- Zagorin, Perez. Rebels and Rulers, 1500—1660: Volume 1, Agrarian and Urban Rebellions : Society, States and Early Modern Revolution (1982)

#### Северная Америка
- Eisinger, Chester E. "The Influence of Natural Rights and Physiocratic Doctrines on American Agrarian Thought during the Revolutionary Period, " Agricultural History (1947) 21#1 pp. 13–23 in JSTOR
- Griswold, A. Whitney. "The Agrarian Democracy of Thomas Jefferson, " American Political Science Review (1946) 40#4 pp. 657–681 in JSTOR
- Goodwyn, Lawrence. The Populist Moment: A Short History of the Agrarian Revolt in America (1978), 1880s and 1890s in U.S.
- Hofstadter, Richard. "Parrington and the Jeffersonian Tradition, " Journal of the History of Ideas (1941) 2#4 pp. 391–400 in JSTOR
- Lipset, Seymour Martin. Agrarian socialism: the Coöperative Commonwealth Federation in Saskatchewan (1950)
- McConnell, Grant. The decline of agrarian democracy(1953), 20th century U.S.
- Mark, Irving. Agrarian conflicts in colonial New York, 1711—1775 (1940)
- Ochiai, Akiko. Harvesting Freedom: African American Agrarianism in Civil War Era South Carolina (2007)
- Robison, Dan Merritt. Bob Taylor and the agrarian revolt in Tennessee (1935)
- Stine, Harold E. The agrarian revolt in South Carolina;: Ben Tillman and the Farmers' Alliance (1974)
- Summerhill, Thomas. Harvest of Dissent: Agrarianism in Nineteenth-Century New York (2005)
- Szatmary, David P. Shay’s Rebellion: The Making of an Agrarian Insurrection (1984), 1787 in Massachusetts
- Woodward, C. Vann.  Tom Watson: Agrarian Rebel (1938) online edition
- Woodward, C. Vann. "Tom Watson and the Negro in Agrarian Politics, " The Journal of Southern History, (1938) 4#1 pp. 14–33 in JSTOR

#### Глобальный Юг
- Brass, Tom (ed.). New Farmers' Movements in India (1995) 304 pages.
- Brass, Tom (ed.). Latin American Peasants (2003) 432 pages.
- Ginzberg, Eitan. «State Agrarianism versus Democratic Agrarianism: Adalberto Tejeda’s Experiment in Veracruz, 1928-32,» Journal of Latin American Studies, Vol. 30#2 (May, 1998), pp. 341–372 in JSTOR
- Handy, Jim. Revolution in the Countryside: Rural Conflict and Agrarian Reform in Guatemala, 1944—1954 (1994)
- Jacoby, Erich H. Agrarian unrest in Southeast Asia (1949)
- Newbury, David, and Catharine Newbury. «Bringing the peasants back in: Agrarian themes in the construction and corrosion of statist historiography in Rwanda.» American Historical Review (2000): 832—877. in JSTOR
- Paige, Jeffery M.  Agrarian revolution: social movements and export agriculture in the underdeveloped world (1978) 435 pages excerpt and text search
- Sanderson, Steven E.  Agrarian populism and the Mexican state: the struggle for land in Sonora (1981)
- Stokes, Eric. The Peasant and the Raj: Studies in Agrarian Society and Peasant Rebellion in Colonial India (1980)
- Springer, S. (2012). «Illegal evictions? Overwriting possession and orality with law’s violence in Cambodia.» Journal of Agrarian Change.
- Tannenbaum, Frank. The Mexican Agrarian Revolution (1930)